# Coos megye
Coos megye az Amerikai Egyesült Államokban, azon belül Oregon államban található. Megyeszékhelye Coquille, legnagyobb városa Coos Bay. Lakosainak száma 64 929 fő (2020. április 1.).

## Szomszédos megyék
- Douglas megye (kelet)
- Curry megye (dél)

## Népesség
A megye népességének változása:
| Lakosok száma | 63 010 | 62 757 | 62 637 | 62 282 | 63 121 | 64 929 |
|               | 2010   | 2011   | 2012   | 2013   | 2015   | 2020   |